# 사평왕후
사평왕후 이씨(思平王后 李氏, 생몰년 미상)는 고려의 제22대 국왕인 강종의 왕비이다. 무신정변을 주도한 이의방의 딸로, 태자비에 책봉되었으나 이의방이 암살된 뒤 폐출되었다.

## 생애
본관은 전주로, 무신정권의 초대 집권자인 이의방(李義方)의 딸이다.
강종이 태자로 있을 때인 1174년(명종 4년) 3월, 아버지 이의방에 의해 태자비에 책봉되었다. 하지만 같은해 12월에 이의방이 정중부(鄭仲夫)의 아들 정균(鄭筠) 등에게 살해되자, “반역자의 딸을 동궁의 배필로 둘 수 없다.”라는 의견에 따라 그녀도 태자비의 자리에서 쫓겨났다.
강종이 즉위한 후 사평(思平)의 시호를 받고 왕후로 추존되었다.
사평왕후의 생몰년과 능묘 등에 관한 기록은 남아 있지 않다. 강종과의 사이에서 딸 수령궁주(壽寧宮主)를 낳았다.

## 가족 관계
- 조부 : 이용부(李勇夫) - 태조 이성계의 8대조
- 조모 : 이씨(李氏)
  - 작은 아버지 : 이린(李璘)
  - 아버지 : 이의방(李義方, 1121 ~ 1174)
  - 어머니 : 조씨(曺氏) 
    - 남편 : 강종(康宗, 1152 ~ 1213)
      - 딸 : 수령궁주(壽寧宮主, 1174 ~ ? )
      - 사위 : 하원공(河源公) 왕춘(王瑃) - 인종의 딸 창락궁주의 손자

## 사평왕후가 등장하는 작품
- 《무인시대》KBS1, 2003년~2004년, 배우:박은빈)

## 같이 보기
| - 이의방 - 정중부 - 경대승 - 정균 (고려) | - 고려 고종 - 무신정변 - 조위총의 난 - 김보당의 난 |

## 참고 문헌
- 《고려사》
- 《고려사절요》
- 《동사강목》